# ペルピニャン駅
ペルピニャン駅（フランス語: Gare de Perpignan）はフランスのピレネー＝オリアンタル県ペルピニャンにある、フランス国鉄（SNCF）の鉄道駅。

## 概要
海抜37mに位置し、ナルボンヌ-ポルトボウ線の467.512キロポスト上にある。そのほか、ペルピニャン-ヴィルフランシュ-ヴェルネ＝レ＝バン線や高速線のLGVペルピニャン-フィゲラス線が当駅から分岐する。

## 歴史
1858年にナルボンヌからスペイン国境を結ぶ路線の1期区間としてナルボンヌ-ペルピニャン間が開通。2月20日に運行開始したときはテート川に架かる橋が建設中であったため、ペルピニャンの対岸にある村に設置された臨時終着駅を使用していた。橋は同年7月10日に併用開始し、同月20日には新駅を設置することが決定され、木造で建設された。
1866年3月21日にはミディ・ガロンヌ横運河鉄道会社によりコリウールまで延伸され途中駅となる。この延伸工事は経済性よりも戦略的な観点的から重要と判断され、国によって資金提供された。
2004年11月15日にフィゲラス方面の高速新線を建設開始し、2010年12月19日に試運転開始し、2013年12月15日に開業しスペインのバルセロナ・マドリード方面の旅客サービスが開始された。ただし、後者の都市へのサービスは廃止されます。しかし2022年12月にSNCF・レンフェ同盟の解消によりマドリードまでの運行は廃止された。ただし2023年7月にレンフェ単独でマドリードまでの運行を再開した。

## 駅構造

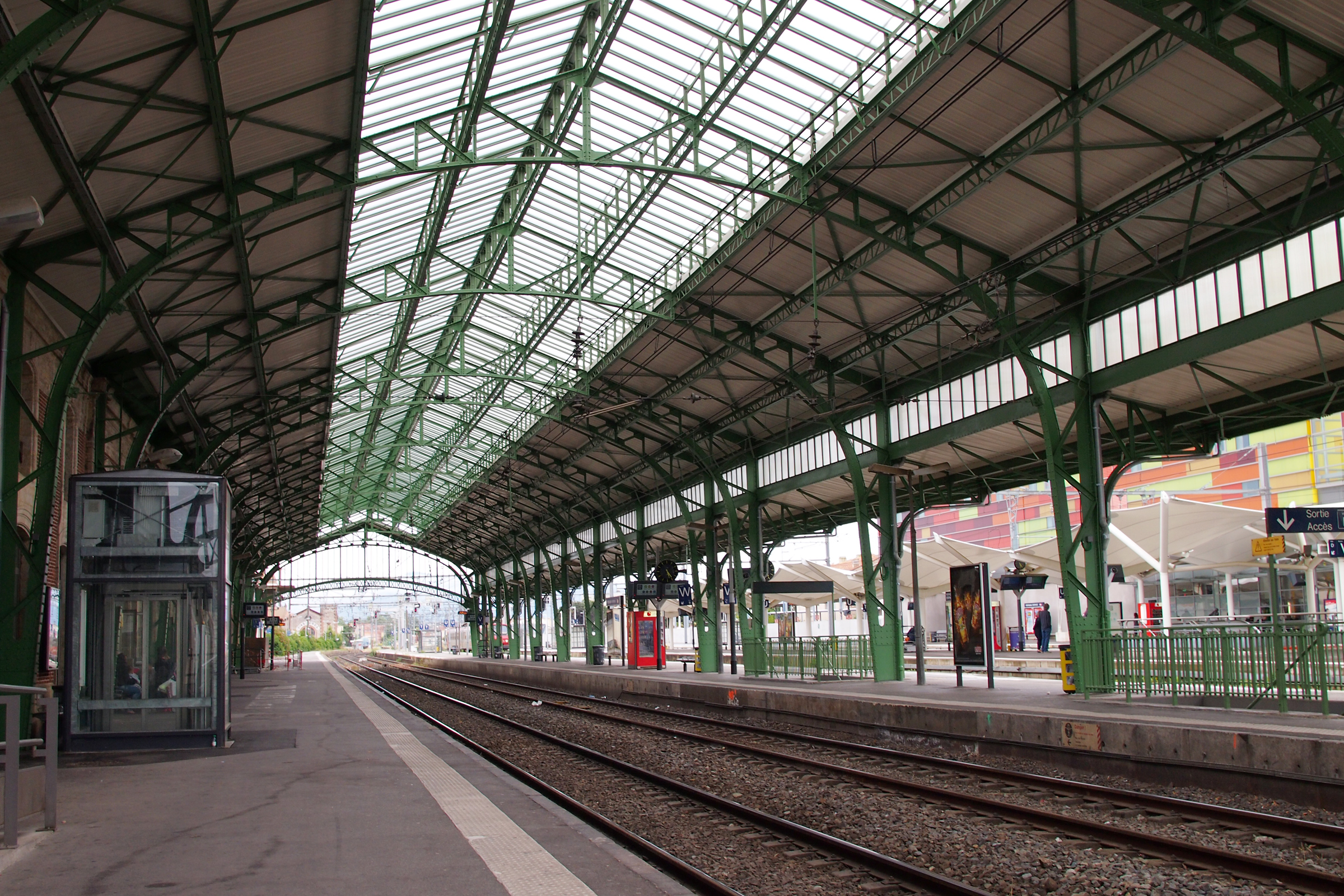
プラットホーム

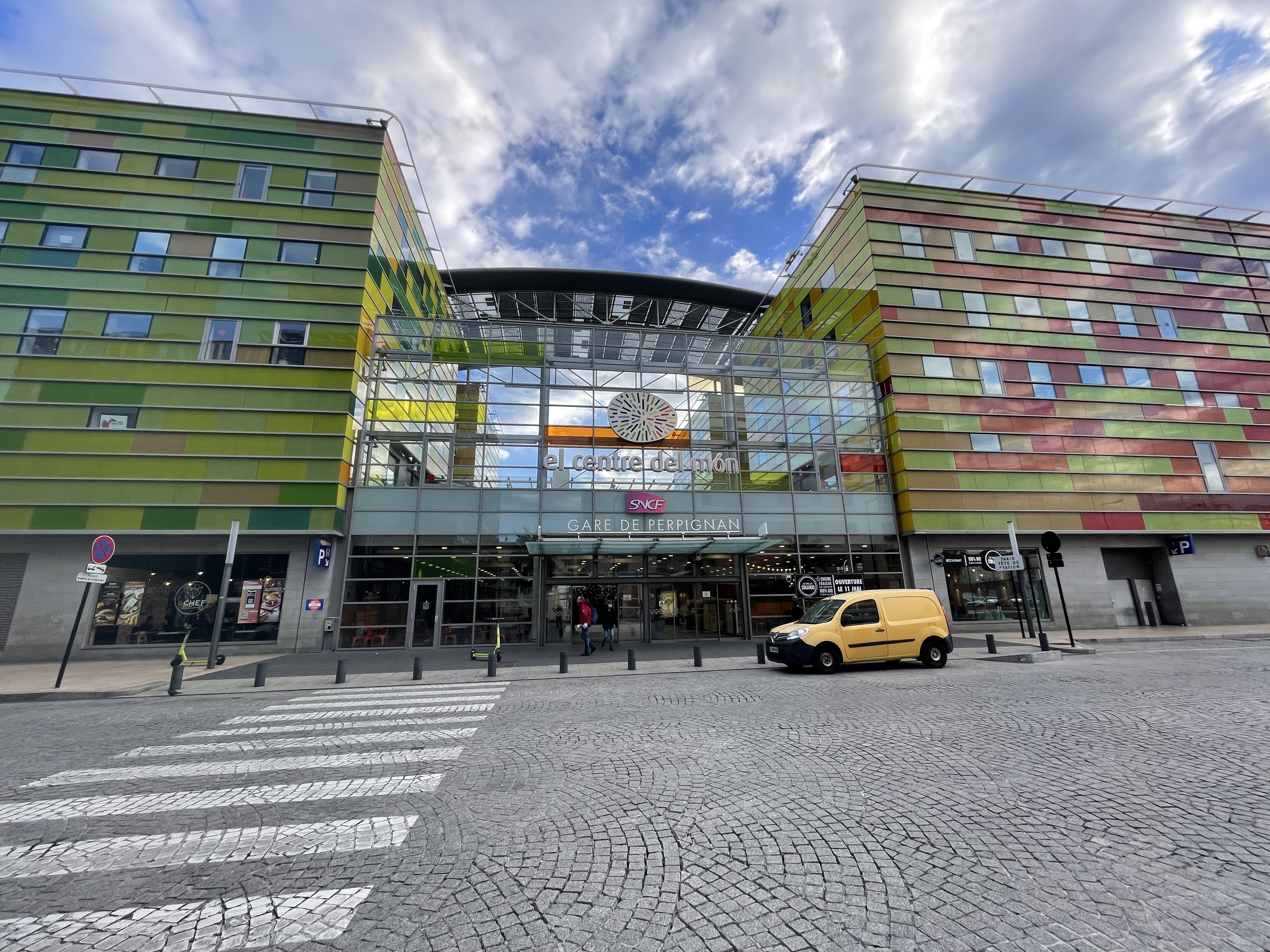
駅西側の駅ビル

相対式ホーム（それぞれA,Fホーム）の間に島式ホーム2面（B,C,D,Eホーム）がある、4面6線を有する地上駅である。各ホームは地下通路で連絡している。
駅東側に従来の駅舎があり、Aホームは駅舎と隣接し地下通路を介さずに行き来できる。駅西側には近代的な駅ビルがあり、スーパー含む複数店舗が入居するショッピングセンターとなっている。

## 利用状況
SNCFの推計によると、2020年の年間乗客数は1,050,546人。
近年の年間乗車・乗降人員数の推移は下表の通りである。
| 西暦                   | 2015    | 2016    | 2017    | 2018    | 2019    | 2020    | 2021    | 2022    | 2023    |
| ---------------------- | ------- | ------- | ------- | ------- | ------- | ------- | ------- | ------- | ------- |
| 年間乗客数             | 1758375 | 1562086 | 1629171 | 1370425 | 1390185 | 1050546 | 1496637 | 1809687 | 2058369 |
| 駅乗客以外も含む利用者 | 2197968 | 1952608 | 2036464 | 1713031 | 1737732 | 1313182 | 1870796 | 2262109 | 2572961 |

## 駅周辺
駅東側（駅舎側）
- ジャン・ジャック・ルソー小学校（École Élémentaire Jean-Jacques Rousseau）
- ジャンヌ・ダルク学校（École et Collège Jeanne d'Arc）

駅西側（駅ビル側）
- バスターミナル
- リドル

## 隣の駅
フランス国鉄
AVE、TGV inOui
フィゲラス-ヴィラファント駅 - ペルピニャン駅 - ナルボンヌ駅
Ouigo
ペルピニャン駅 - ナルボンヌ駅
アンテルシテ・ド・ニュイ
エルヌ駅 - ペルピニャン駅 - リヴェルサルト駅
TERオクシタニー
エルヌ駅/ソレ駅 - ペルピニャン駅 - リヴェルサルト駅